# Lycoperdales
Ordre
Synonymes
- ordre des Agaricales (préféré par NCBI)[2]

L’ordre des Lycoperdales est un ancien rang taxinomique de champignons. Il comprenait quelques espèces et genres bien connus tels que la Vesse-de-loup géante, les Geastraceae et d'autres champignons tubéreux.
Ces champignons étaient définis comme ayant des basidiomes épigées, présence d'un hyménium, une à trois couches de cellules dans le péridium, gleba pulvérulente et spores brunes.
La restructuration de la classification provoquée par la phylogénie moléculaire a divisé cet ordre. La plupart de ses membres ont été placés dans la famille des Lycoperdaceae de l'ordre des Agaricales tandis que la famille des Geastraceae avait été classée dans l'ordre des Phallales avant d'être transférée dans l'ordre des Geastrales.